# Schlüchtern
Schlüchtern è una città tedesca situata nel land dell'Assia. Il suo territorio è attraversato dal fiume Kinzig.

## Altri progetti

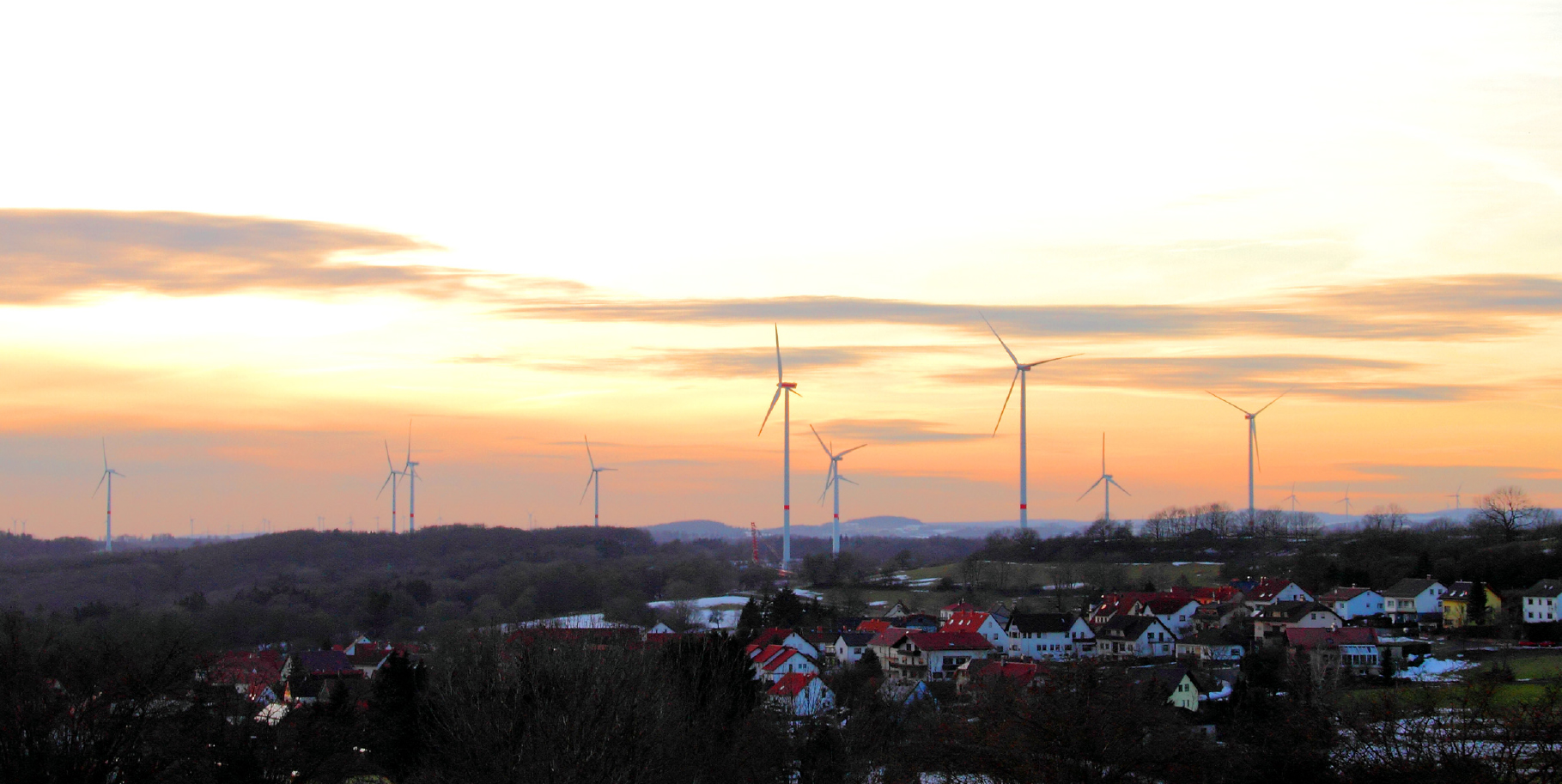
Vista dalla collina sul parco eolico di Schluechtern-Elm

## Amministrazione

### Gemellaggi
- Fameck ( Francia)
- Jarocin ( Polonia)